# 502 (numero)
Cinquecentodue (502) è il numero naturale dopo il 501 e prima del 503.

## Proprietà matematiche
- È un numero pari.
- È un numero composto con 4 divisori: 1, 2, 251, 502. Poiché la somma dei suoi divisori (escluso il numero stesso) è 254 < 502, è un numero difettivo.
- È un numero semiprimo.
- È un numero omirpimes.
- È un numero intero privo di quadrati.
- È un numero di Ulam.
- È un numero congruente.
- È parte della terna pitagorica (502, 63000, 63002).

## Astronomia
- 502 Sigune è un asteroide della fascia principale del sistema solare.
- NGC 502 è una galassia lenticolare della costellazione dei Pesci.

## Astronautica
- Cosmos 502 è un satellite artificiale russo.

## Autovetture
502 è il nome dato ad alcune autovetture da alcune case automobilistiche alle proprie autovetture. 
- BMW 502;
- Fiat 502.

## Telecomunicazioni
+502 è il prefisso telefonico internazionale del Guatemala.